# Walter Hauser
Walter Hauser (født 1. maj 1837 i Wädenswil, død 22. oktober 1902 i Bern) var en schweizisk statsmand.
Hauser, der oprindelig var garver, valgtes 1869 til kantonsrådet for kanton Zürich og blev en af demokraternes førere. Han blev 1881 medlem af kantonets regering og viste sig som en dygtig finansmand. 1869—75 havde han sæde i det schweiziske nationalråd, valgtes 1879 til stænderådet (var 1883 dets formand) og 1888 til forbundsrådet, hvor han i de første par år styrede militærvæsenet og senere finanserne; 1892 og 1900 var han forbundspræsident.